# Dauphin sablier
Lagenorhynchus cruciger
Espèce
Répartition géographique
Statut de conservation UICN

 LC  : Préoccupation mineure
Statut CITES
Le Dauphin sablier ou Dauphin porte-croix (Lagenorhynchus cruciger) est une espèce de cétacés de la famille des Delphinidae.

## Description

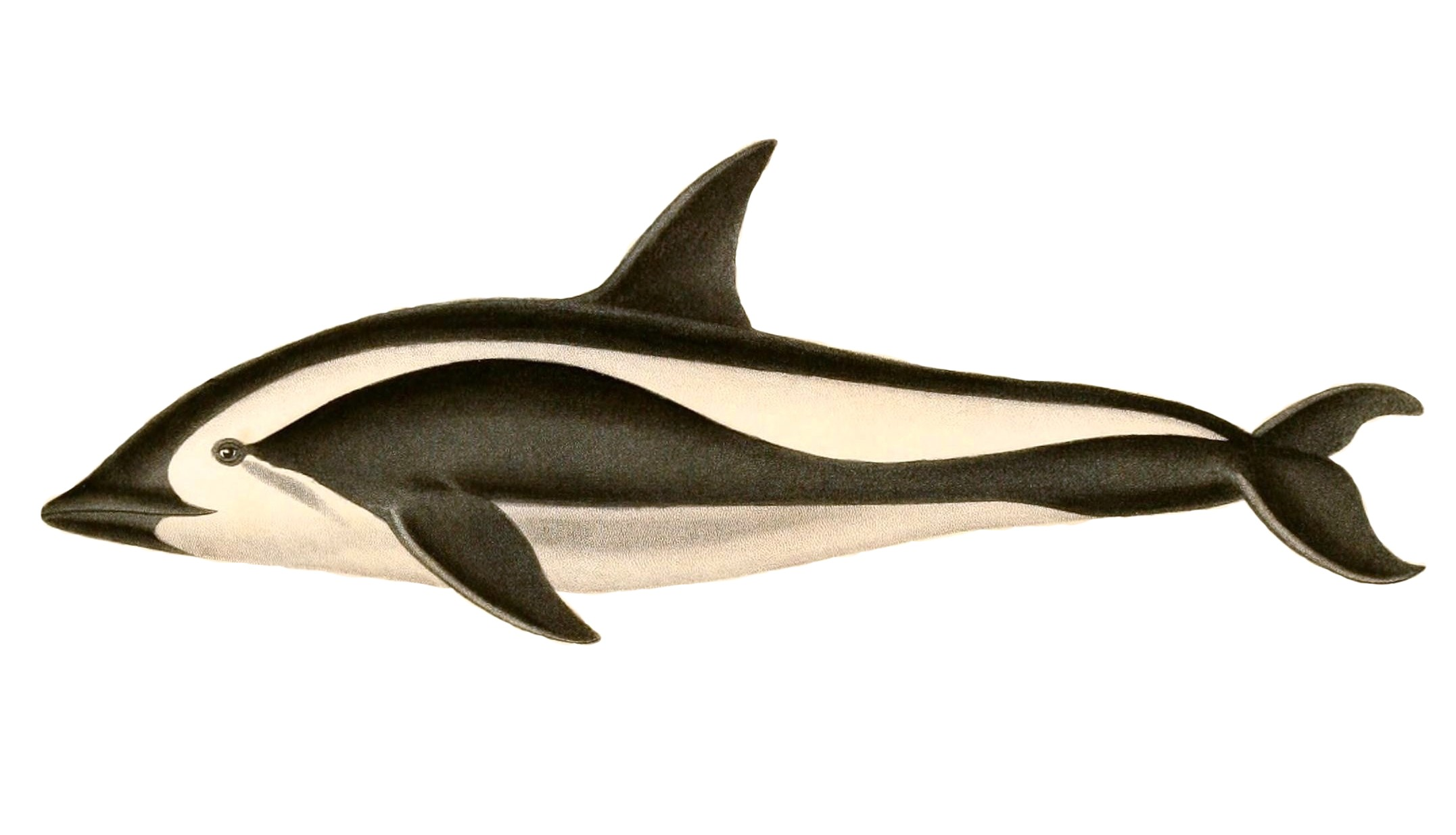
Dauphin sablier ou porte-croix

À l'échelle humaine.

Petit dauphin océanique noir et blanc au corps robuste et à la haute dorsale crochue, le dauphin sablier est un nageur rapide qui « saute bas » à la manière des marsouins et ne montre souvent que l'aileron dorsal et une gerbe d'écume. Il doit son nom initial de « porte-croix » (en latin crucis : croix ; et gero : porter) au dessin noir et blanc évoquant une croix de Malte vu d'en haut, puis rapproché d'un motif évoquant un sablier (en fonction de l'importance et du rétrécissement de la zone blanche latérale) vu sur ses flancs. Ce dernier nom est désormais le plus usité.
Les adultes mesurent environ 1,80 m, pèsent 90 à 120 kg, et présentent, entre-eux, des différences de taille et de forme au niveau de leur dorsale.
Il ne doit pas être confondu avec le Dauphin aptère austral qui vit dans les mêmes régions et présente de fortes similitudes physiques (taille et robe) à l'exception notable d'absence d'aileron dorsal.

## Répartition et population
Identifié par Jean René Constant Quoy et Joseph Paul Gaimard en 1824, le dauphin sablier est un dauphin antarctique qui fréquente les eaux de l'océan Austral et les zones subantarctiques entre 45 et 68° de latitude Sud. Il remonte au nord jusqu'à 33° S le long des côtes du Chili et jusqu'au nord de la Nouvelle-Zélande. Il semble faire des migrations saisonnières nord-sud. Il semble moins fréquent au sud de l'Afrique Sud (0 à 40°S) et l'océan Indien oriental (80 à 150 °S).
Au début des années 1990, une étude a estimé à 144 500 le nombre de dauphins sablier dans les eaux au sud de la Convergence antarctique en été.

## Comportement
Très mal connu, le dauphin sablier semble préférer les eaux du large où il chasse au milieu de grands groupes d'oiseaux dans les bancs de plancton, aux côtés de baleines. Il est généralement regroupé en petits groupes de quatre à huit individus, et plus rarement en attroupements de quelques dizaines d'animaux.